# Centrolobium
Centrolobium je rod rostlin z čeledi bobovité. Jsou to pěkně kvetoucí mohutné stromy se zpeřenými listy a nápadnými, velkými, křídlatými a ostnitými plody. Vyskytují se v počtu asi 6 druhů v tropické Americe. Dřevo je dekorativní, pevné, červenooranžové. Používá se zejména v truhlářství.

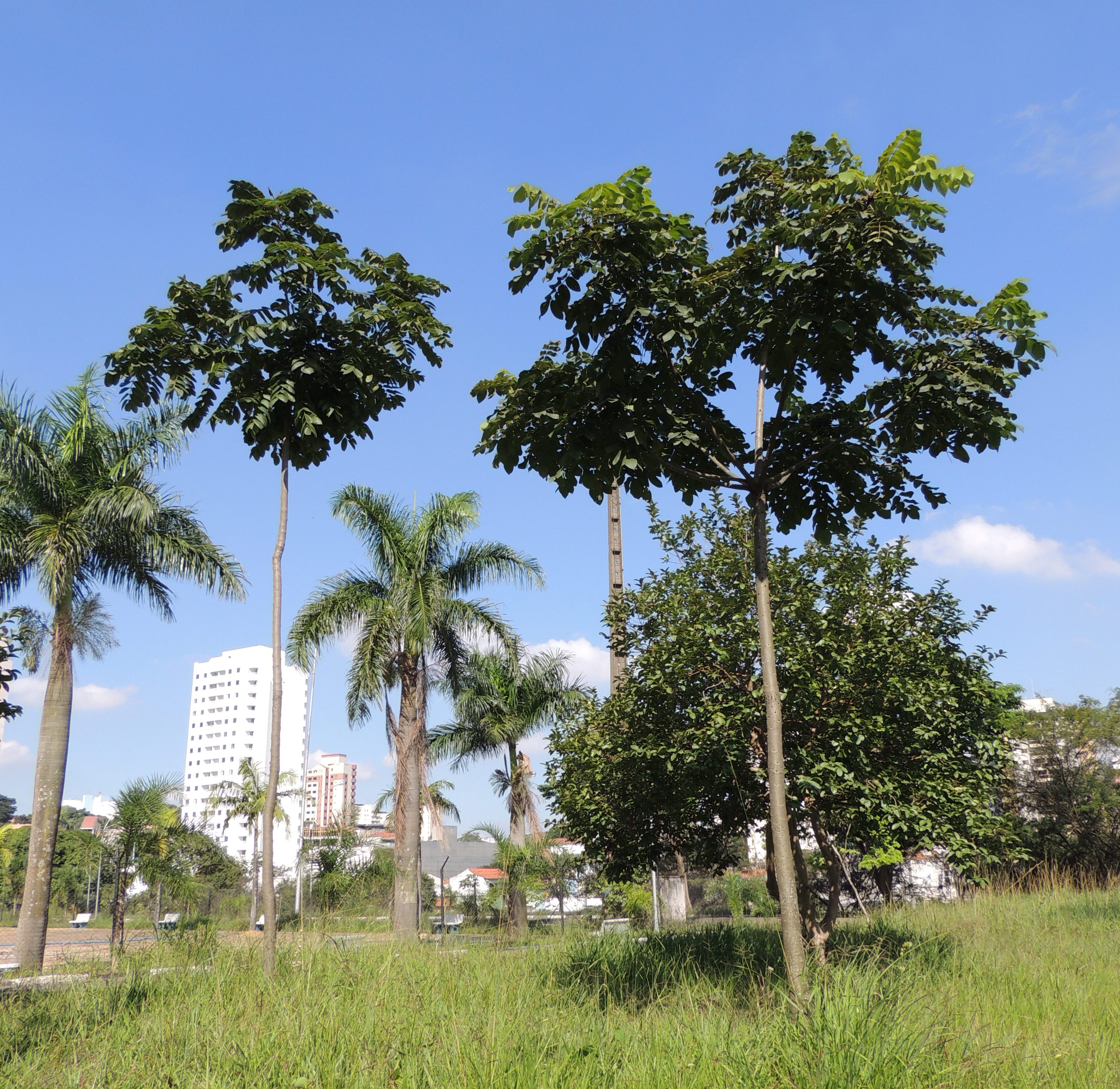
Stromy C. tomentosum

## Popis
Zástupci rodu Centrolobium jsou vysoké opadavé stromy dorůstající výšek až 30 metrů a průměru kmene až 1 metr. U paty kmene bývají opěrné pilíře. Borka je šedá, hladká nebo podélně brázditá. Kmeny roní červenou mízu. Listy jsou velké, lichozpeřené, složené ze 3 až 10 párů téměř nebo zcela vstřícných, tenkých až polokožovitých, podlouhle vejčitých až eliptických, celokrajných lístků. Na spodní straně jsou lístky hojně a nápadně červeně žláznaté. Palisty jsou velké, okrouhlé až trojúhelníkovité, opadavé. Květy jsou žluté nebo purpurové, středně velké (asi 1 až 2 cm), uspořádané ve velkých a hustých vrcholových latách. Kalich je kuželovitě zvonkovitý, zakončený 4 laloky z nichž horní je nejširší a na vrcholu tupý až vykrojený, spodní jsou špičaté. Pavéza je široce vejčitá až okrouhlá, křídla jsou podlouhlá až obvejčitá, korunní lístky tvořící člunek jsou podobné křídlům. Tyčinek je 10, jsou jednobratré a všechny srostlé. Semeník je přisedlý nebo krátce stopkatý a obsahuje 2 až 3 vajíčka. Čnělka je nitkovitá a za plodu obvykle vytrvalá v podobě tuhého ostnu. Plody jsou velké, nepukavé, typu samara, se semennou částí pokrytou četnými měkkými ostny a se srpovitě podlouhlým velkým křídlem. Plody obsahují 1 až 3 semena.

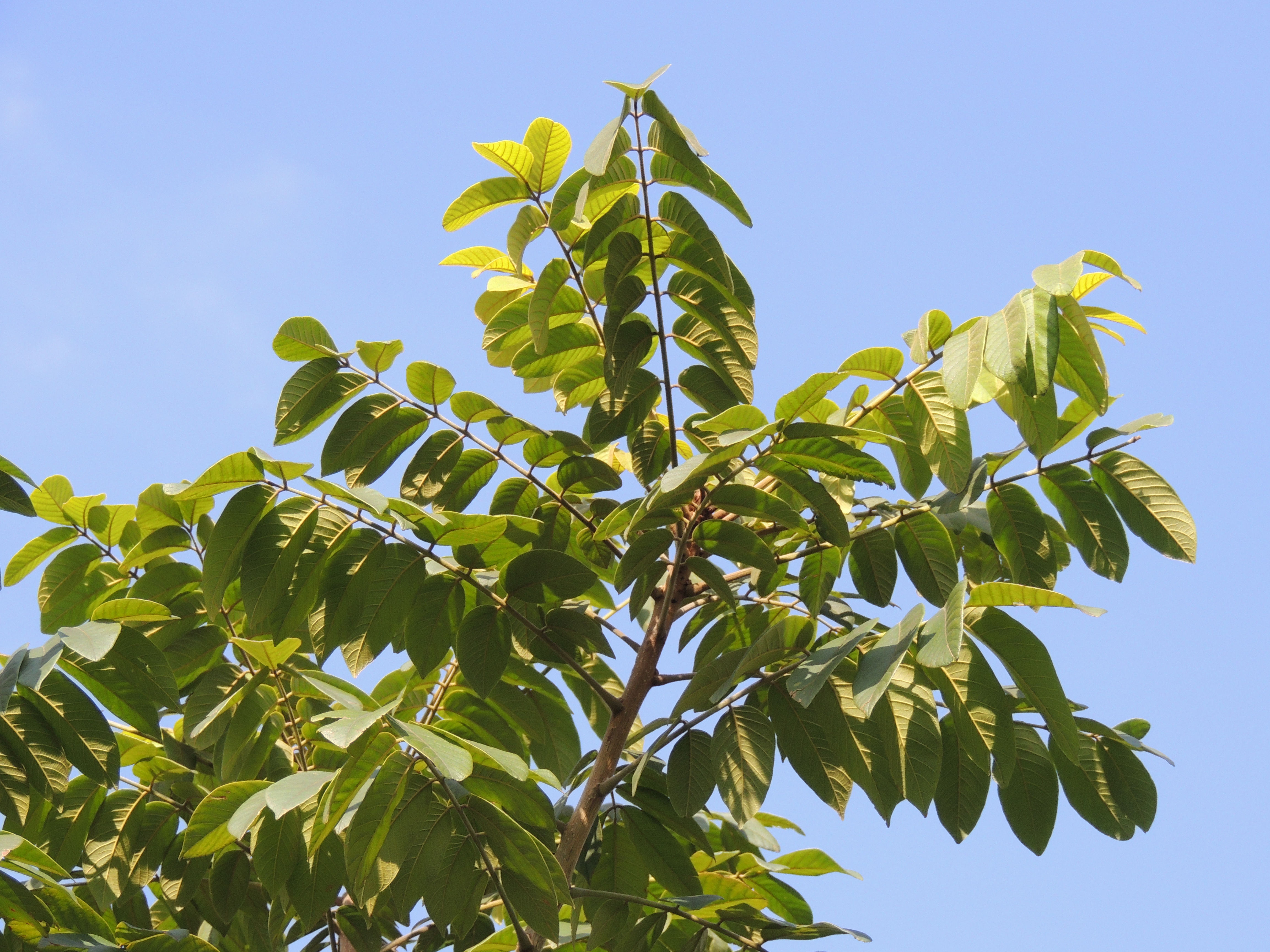
Větve Centrolobium tomentosum
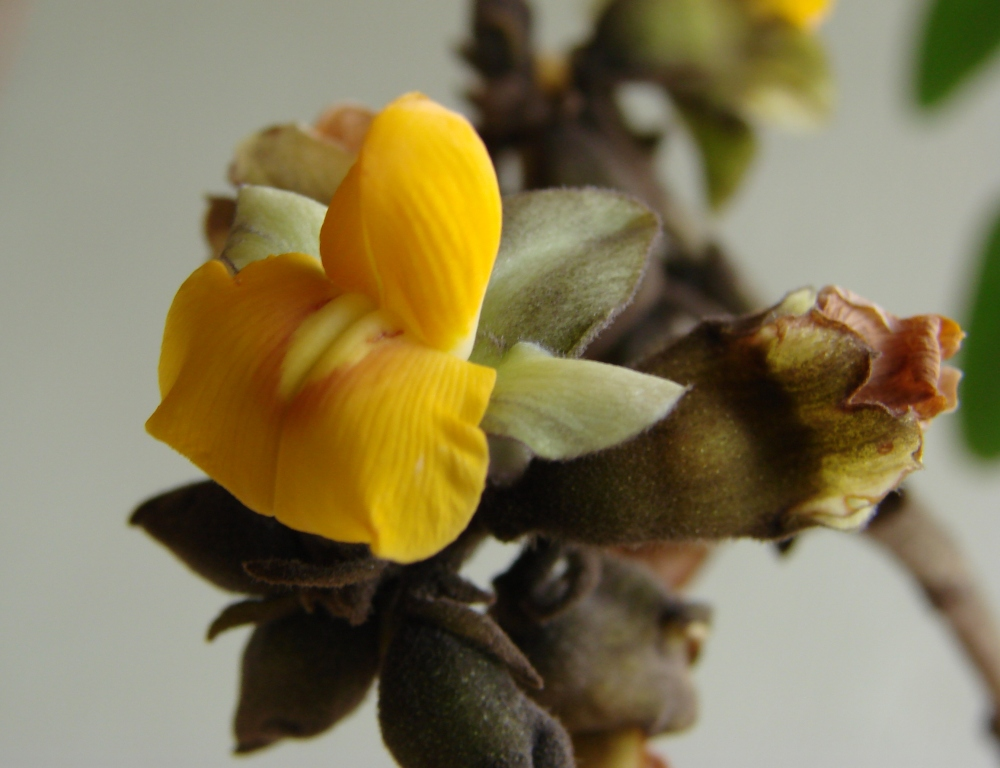
Květ C. tomentosum

## Rozšíření
Rod Centrolobium zahrnuje 6 až 7 druhů. Je rozšířen v tropické Americe od Panamy po Guyanu, Ekvádor a Bolívii. Nejvíc druhů roste v Brazílii. Tyto stromy rostou nejčastěji jako součást nížinného tropického deštného a poloopadavého lesa.

## Zajímavosti
Centrolobium má velké a bizarní plody. Dosahují délky až 26 cm a šířky až 10 cm a připomínají gigantickou nažku javoru. Semenná část je pokrytá měkkými ostny, které mohou mít délku až 2,5 cm. Na bázi plodu je tvrdá ostruha podepírající křídlo. Vznikla přeměnou čnělky a může mít na délku až 10 cm. Křídlo je v rámci celé čeledi bobovitých vůbec nejdelší, dosahuje délky až 13 cm.

## Význam
Některé druhy Centrolobium náležejí v Brazílii mezi oblíbené pouliční stromy, neboť rychle rostou, mají úhlednou oválnou korunu a pěkně kvetou.
Dřevo Centrolobium je dekorativní, žluté až červenooranžové, purpurově pruhované. Je používáno zejména v truhlářství, na nábytek, podlahy a dýhy a při stavbě lodí. Je těžké, tvrdé a pevné, celkem dobře opracovatelné. Dřevo Centrolobium paraense se obchoduje pod názvem arariba, vyváží se však zřídka, neboť jeho těžba v Brazílii stěží pokrývá domácí poptávku.

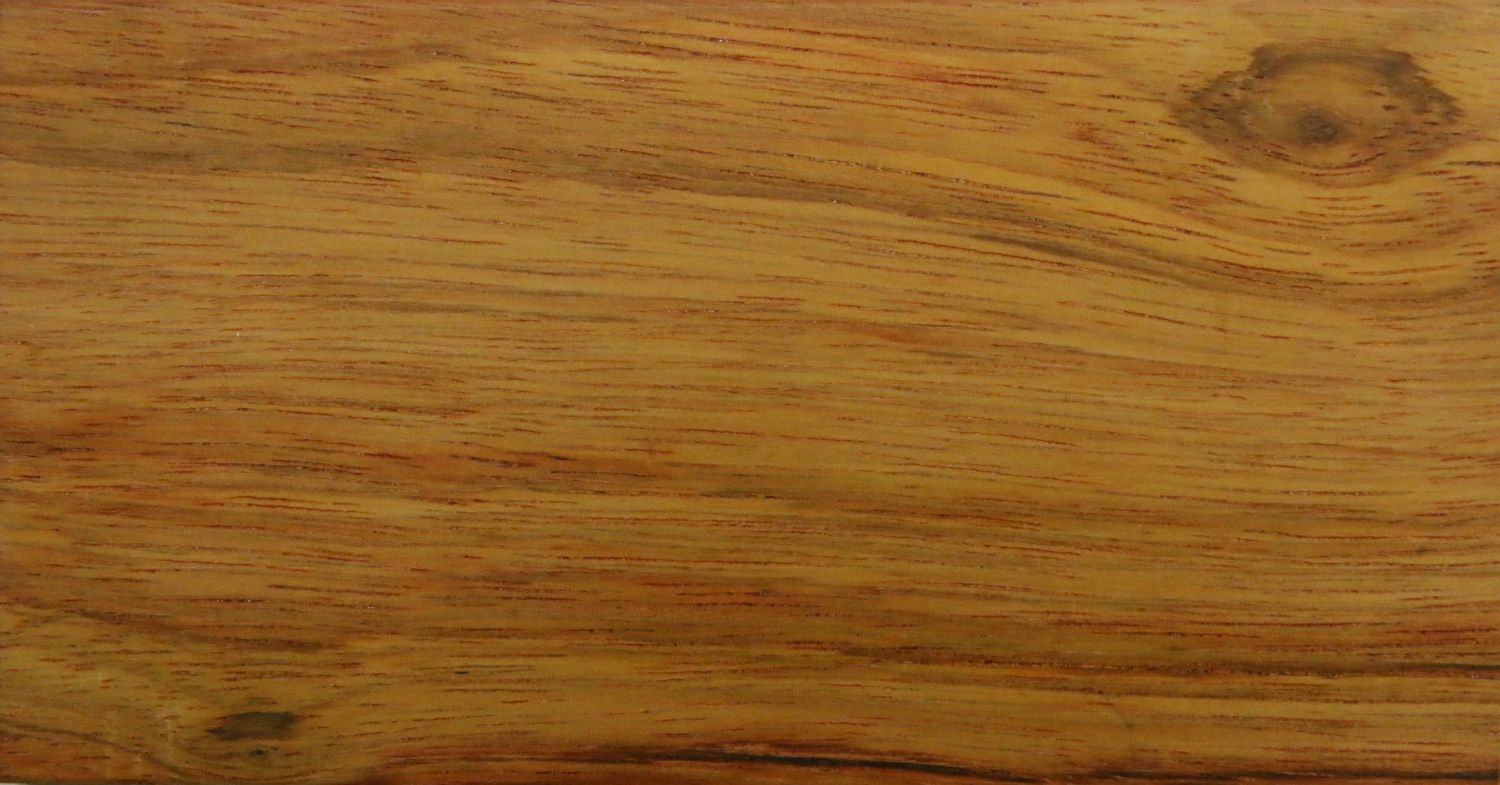
Dřevo Centrolobium tomentosum

## Přehled druhů a jejich rozšíření
- Centrolobium microchaete – Brazílie
- Centrolobium ochroxylum – Ekvádor
- Centrolobium paraense – Panama až Brazílie a Guyana
- Centrolobium robustum – Brazílie, Bolívie
- Centrolobium sclerophyllum – Brazílie
- Centrolobium tomentosum – Brazílie